# Nel van Vliet
Pietje "Nel" van Vliet, född 17 januari 1926 i Hilversum, död 4 januari 2006 i Naarden, var en nederländsk simmare.
Vliet blev olympisk mästare på 200 meter bröstsim vid sommarspelen 1948 i London.